# 李红锦
李红锦（1968年—），湖北荆州人，汉族，中华人民共和国政治人物、第十一届全国人民代表大会湖北地区代表。
毕业于沙市跃进中学，是中共党员。湖北荆州市乾盛纺织有限公司工人。2008年起担任全国人大代表。